# Apus horus
Apus horus là một loài chim trong họ Apodidae.